# Heath Backhouse
Pour les articles homonymes, voir Backhouse.
Pas d'image ? Cliquez ici

a Compétitions nationales et continentales officielles uniquement.

Dernière mise à jour le 19 août 2023.
Heath Backhouse, né le 4 septembre 1998, est un joueur sud-africain de rugby à XV évoluant au poste de deuxième ligne.

## Biographie
Heath Backhouse rejoint le Biarritz olympique en compagnie de son coéquipier Hendre Eloff en 2017 en provenance du Centurion Rugby Klub,. En janvier 2019, il prolonge son contrat espoir d'un an puis fait ses débuts en équipe première en février 2019 sur la pelouse de Provence Rugby.
Il retourne en Afrique du Sud aux Barloworld Toyota Pumas puis s'engage au SC Albi pour deux saisons en août 2021. En janvier 2023, il signe pour deux ans au Stade aurillacois.